# Copa Intercontinental 1977
La Copa Intercontinental 1977 fue la decimoséptima edición del torneo que enfrentaba al campeón de la Copa Libertadores de América con el campeón de la Copa de Campeones de Europa. La competición se disputó en el habitual formato de ida y vuelta, actuando cada equipo en condición de local en uno de los encuentros.
Esta edición del certamen fue disputada entre Boca Juniors de Argentina, campeón de la Copa Libertadores 1977, y Borussia Mönchengladbach de Alemania Occidental, finalista de la Copa de Campeones de Europa 1976-77 —en el lugar del campeón Liverpool de Inglaterra, —. Debido a problemas de calendario, los partidos se llevaron a cabo al año siguiente, precisamente el 21 de marzo en Buenos Aires, Argentina, y el 1 de agosto en Karlsruhe, Alemania Occidental. Luego de un empate en territorio sudamericano en la ida, el cuadro argentino rompió con los pronósticos y acabó imponiéndose en la revancha con una histórica victoria de 3-0. Boca Juniors alcanzó así su primer título como campeón del mundo.

## Equipos participantes
| Conmebol (Sudamérica) |  | Boca Juniors             |  | Campeón de la Copa Libertadores de América (1977)      |
| UEFA (Europa)         |  | Borussia Mönchengladbach |  | Subcampeón de la Copa de Campeones de Europa (1976-77) |

## Sedes
| Buenos Aires                   | Karlsruhe                      |
| ------------------------------ | ------------------------------ |
| Estadio La Bombonera           | Wildparkstadion                |
| Capacidad: 54 000 espectadores | Capacidad: 34 302 espectadores |
|                                |                                |

## Previa
Boca Juniors clasificó a esta competencia tras obtener la Copa Libertadores 1977, ganando la final ante el Cruzeiro de Brasil. En el partido de ida en La Bombonera ganó Boca 1 a 0, pero en Brasil se impuso Cruzeiro por el mismo resultado, por lo que debió jugarse un tercer partido de desempate. Este acabó igualado sin goles, pero finalmente Boca logró imponerse en la tanda de penales, obteniendo así el título continental por primera vez.
Borussia Mönchengladbach había perdido la final de la Liga de Campeones de la UEFA 1976-77 por 3 a 1 contra Liverpool, por lo que este último debía disputar la Copa Intercontinental. Boca Juniors hizo todas las gestiones posibles para enfrentar al conjuntó inglés, pero este no quería viajar porque las fechas coincidían con las de la liga local. Entonces se negoció con el conjunto de la Alemania Federal para disputar el torneo y se acordó como fecha el 1 de agosto de 1978.
En 1978 se repitieron los campeones continentales, pero la Copa Intercontinental de 1978 nunca fue disputada debido a los inconvenientes presentados por el Liverpool. Según otra versión, el equipo inglés no aceptó jugar los partidos por tener Argentina en esos años un gobierno militar.

## Resultados

### Partido de ida
| 12         | POR        | Osvaldo Santos      |     |
| 4          | DEF        | Vicente Pernía      |     |
| 2          | DEF        | Francisco Sá        |     |
| 6          | DEF        | Roberto Mouzo       |     |
| 3          | DEF        | Miguel Ángel Bordón |     |
| 8          | MED        | Jorge José Benítez  | 46' |
| 5          | MED        | Rubén José Suñé     |     |
| 18         | MED        | Mario Zanabria      |     |
| 7          | DEL        | Ernesto Mastrángelo |     |
| 21         | DEL        | Severiano Pavón     | 64' |
| 17         | DEL        | Carlos Salinas      |     |
| Entrenador | Entrenador | Juan Carlos Lorenzo |     |

| 1          | POR        | Wolfgang Kleff   |     |
| 5          | DEF        | Berti Vogts      |     |
| 3          | DEF        | Wilfried Hannes  |     |
| 7          | DEF        | Rainer Bonhof    |     |
| 2          | DEF        | Horst Wohlers    |     |
| 6          | MED        | Winfried Schäfer |     |
| 4          | MED        | Herbert Wimmer   | 56' |
| 8          | MED        | Christian Kulik  |     |
| 9          | DEL        | Karl Del'Haye    |     |
| 10         | DEL        | Carsten Nielsen  |     |
| 11         | DEL        | Ewald Lienen     |     |
| Entrenador | Entrenador | Udo Lattek       |     |

|  | MED | Jorge Ribolzi          | 46' |
|  | DEL | Carlos Alberto Álvarez | 64' |

|  | MED | Dietmar Danner | 56' |

| Anotado | 16' | Ernesto Mastrángelo | 1:0 |
| Anotado | 51' | Jorge Ribolzi       | 2:2 |

| Anotado | 24' | Wilfried Hannes | 1:1 |
| Anotado | 29' | Rainer Bonhof   | 1:2 |

| Árbitro | Nikola Milanov Doudine |

| 12         | POR        | Osvaldo Santos      |     |
| 4          | DEF        | Vicente Pernía      |     |
| 2          | DEF        | Francisco Sá        |     |
| 6          | DEF        | Roberto Mouzo       |     |
| 3          | DEF        | Miguel Ángel Bordón |     |
| 8          | MED        | Jorge José Benítez  | 46' |
| 5          | MED        | Rubén José Suñé     |     |
| 18         | MED        | Mario Zanabria      |     |
| 7          | DEL        | Ernesto Mastrángelo |     |
| 21         | DEL        | Severiano Pavón     | 64' |
| 17         | DEL        | Carlos Salinas      |     |
| Entrenador | Entrenador | Juan Carlos Lorenzo |     |

| 1          | POR        | Wolfgang Kleff   |     |
| 5          | DEF        | Berti Vogts      |     |
| 3          | DEF        | Wilfried Hannes  |     |
| 7          | DEF        | Rainer Bonhof    |     |
| 2          | DEF        | Horst Wohlers    |     |
| 6          | MED        | Winfried Schäfer |     |
| 4          | MED        | Herbert Wimmer   | 56' |
| 8          | MED        | Christian Kulik  |     |
| 9          | DEL        | Karl Del'Haye    |     |
| 10         | DEL        | Carsten Nielsen  |     |
| 11         | DEL        | Ewald Lienen     |     |
| Entrenador | Entrenador | Udo Lattek       |     |

|  | MED | Jorge Ribolzi          | 46' |
|  | DEL | Carlos Alberto Álvarez | 64' |

|  | MED | Dietmar Danner | 56' |

| Anotado | 16' | Ernesto Mastrángelo | 1:0 |
| Anotado | 51' | Jorge Ribolzi       | 2:2 |

| Anotado | 24' | Wilfried Hannes | 1:1 |
| Anotado | 29' | Rainer Bonhof   | 1:2 |

| Árbitro | Nikola Milanov Doudine |

### Partido de vuelta
| 1          | POR        | Wolfgang Kneib    |     |
| 2          | DEF        | Norbert Ringels   |     |
| 3          | DEF        | Wilfried Hannes   |     |
| 4          | DEF        | Horst Wohlers     | 46' |
| 5          | DEF        | Berti Vogts       |     |
| 6          | MED        | Carsten Nielsen   |     |
| 7          | MED        | Hans-Günter Bruns |     |
| 8          | MED        | Christian Kulik   |     |
| 9          | DEL        | Allan Simonsen    |     |
| 10         | DEL        | Helmut Lausen     | 72' |
| 11         | DEL        | Rudi Gores        |     |
| Entrenador | Entrenador | Udo Lattek        |     |

| 1          | POR        | Hugo Orlando Gatti  |     |
| 4          | DEF        | Vicente Pernía      |     |
|            | DEF        | José Luis Tesare    |     |
| 3          | DEF        | Miguel Ángel Bordón |     |
|            | DEF        | José María Suárez   |     |
| 17         | MED        | Carlos Salinas      |     |
| 5          | MED        | Rubén José Suñé     |     |
| 18         | MED        | Mario Zanabria      |     |
| 7          | DEL        | Ernesto Mastrángelo |     |
|            | DEL        | José Luis Saldaño   | 46' |
|            | DEL        | Darío Felman        |     |
| Entrenador | Entrenador | Juan Carlos Lorenzo |     |

|  | MED | Winfried Schäfer | 46' |
|  | MED | Ewald Lienen     | 72' |

|  | DEL | Carlos Veglio | 46' |

| Anotado | 2'  | Darío Felman        | 0:1 |
| Anotado | 33' | Ernesto Mastrángelo | 0:2 |
| Anotado | 37' | Carlos Salinas      | 0:3 |

| Árbitro | Roque Cerullo |

| 1          | POR        | Wolfgang Kneib    |     |
| 2          | DEF        | Norbert Ringels   |     |
| 3          | DEF        | Wilfried Hannes   |     |
| 4          | DEF        | Horst Wohlers     | 46' |
| 5          | DEF        | Berti Vogts       |     |
| 6          | MED        | Carsten Nielsen   |     |
| 7          | MED        | Hans-Günter Bruns |     |
| 8          | MED        | Christian Kulik   |     |
| 9          | DEL        | Allan Simonsen    |     |
| 10         | DEL        | Helmut Lausen     | 72' |
| 11         | DEL        | Rudi Gores        |     |
| Entrenador | Entrenador | Udo Lattek        |     |

| 1          | POR        | Hugo Orlando Gatti  |     |
| 4          | DEF        | Vicente Pernía      |     |
|            | DEF        | José Luis Tesare    |     |
| 3          | DEF        | Miguel Ángel Bordón |     |
|            | DEF        | José María Suárez   |     |
| 17         | MED        | Carlos Salinas      |     |
| 5          | MED        | Rubén José Suñé     |     |
| 18         | MED        | Mario Zanabria      |     |
| 7          | DEL        | Ernesto Mastrángelo |     |
|            | DEL        | José Luis Saldaño   | 46' |
|            | DEL        | Darío Felman        |     |
| Entrenador | Entrenador | Juan Carlos Lorenzo |     |

|  | MED | Winfried Schäfer | 46' |
|  | MED | Ewald Lienen     | 72' |

|  | DEL | Carlos Veglio | 46' |

| Anotado | 2'  | Darío Felman        | 0:1 |
| Anotado | 33' | Ernesto Mastrángelo | 0:2 |
| Anotado | 37' | Carlos Salinas      | 0:3 |

| Árbitro | Roque Cerullo |

|                                        |
| Campeón C. A. Boca Juniors 1.er título |